# Leuconotis bullata
Leuconotis bullata är en oleanderväxtart som beskrevs av Leeuwenb.. Leuconotis bullata ingår i släktet Leuconotis och familjen oleanderväxter. Inga underarter finns listade i Catalogue of Life.